# El talisman
El talisman è un singolo della cantautrice spagnola Rosana, pubblicato il 12 agosto 1996 come primo estratto dal primo album in studio Lunas rotas.

## Descrizione
Il brano, scritto dalla stessa cantante, fu incluso nella colonna sonora del film Curdled, prodotto da Quentin Tarantino (in cui era presente anche il brano Lunas rotas, sempre di Rosana), grazie al quale ottenne un notevole successo internazionale.

## Successo commerciale
In Italia El talisman riuscì a raggiungere la seconda posizione dei singoli più venduti il 12 luglio 1997, diventando il cinquantunesimo singolo di maggiori vendite del 1997.

## Tracce
CD Single MCA Records Ltd. SAM 96CD
1. El Talisman – 3:40

Vinile "The Original Remixes" Zac Records ZAC 201
Pubblicato solo in Italia
- Lato A

1. El Tàlisman (Max Baffa & Rush Team Club Mix) – 6:06
2. El Tàlisman (Max Baffa & Rush Team Full Beat Remix) – 6:25

- Lato B

1. El Tàlisman (Max Baffa & Rush Team Edit Remix) – 4:50
2. El Tàlisman (Doctor's Remix) – 6:52

## Classifiche
| Classifica | Posizione |
| ---------- | --------- |
| Spagna     | 10        |

| Classifica di fine anno italiana (1996) | Posizione |
| --------------------------------------- | --------- |
| Italia                                  | 51        |
| Classifica dei singoli                  | Posizione |
| Italia                                  | 2         |